# Tereza Valentová
Tereza Valentová (Praga, 20 febbraio 2007) è una tennista ceca.

## Biografia
Valentová è nata da Marcel Valenta e Jitka Janáčková. Sua madre è una ex canoista che ha rappresentato la Cecoslovacchia e la Repubblica Ceca rispettivamente alle Olimpiadi di Barcellona nel 1992 e alle Olimpiadi di Atlanta nel 1996.
Ha iniziato a giocare a tennis all'età di tre anni dopo aver visto suo padre giocare. Attualmente, si allena alla TK Sparta Prague.

## Carriera

### Junior
Ha raggiunto come best ranking la posizione numero 4, raggiunta il 10 giugno 2024.
Durante la sua carriera da junior, ha vinto gli Open di Francia 2024 - Singolare ragazze sconfiggendo in finale la connazionale Laura Samson, e gli Open di Francia 2024 - Doppio ragazze in coppia con la slovacca Renáta Jamrichová. Ha raggiunto anche la finale agli US Open 2023 - Singolare ragazze dove è stata sconfitta dalla statunitense Katherine Hui.

### Professionismo
Ha vinto 7 titoli nel singolare e 4 titoli in doppio nel circuito ITF in carriera. Il 21 luglio 2025 ha raggiunto il best ranking in singolare alla 106ª posizione mondiale, mentre il 1º luglio 2024 ha raggiunto in doppio la 241ª posizione mondiale.
Ha fatto il suo debutto nel circuito maggiore al Livesport Prague Open 2023, grazie ad una wildcard per il doppio, insieme alla connazionale Nikola Bartůňková. Si spingono fino alla semifinale, dove vengono sconfitte dalla statunitense Quinn Gleason e dalla francese Elixane Lechemia al tiebreak del terzo set.
Fa la sua prima apparizione in un Grande Slam al Roland Garros 2025, dopo aver brillantemente superato le qualificazioni senza perdere un set, sconfiggendo in serie Rodionova, Gálfi e Waltert. Nel primo turno elimina la wildcard francese Chloé Paquet ottenendo la sua prima vittoria in un major al debutto, prima di essere estromessa nel turno successivo dalla numero 2 del tabellone e futura vincitrice del Roland Garros, Coco Gauff.
Il 15 giugno 2025, conquista il primo titolo WTA 125 della carriera in singolare al Città di Grado Tennis Cup, dove elimina nel match decisivo la connazionale Barbora Palicová con il punteggio di 6-2, 4-6, 6-1. Il 20 luglio, si aggiudica il secondo WTA 125 della carriera e in stagione all'Eupago Porto Open, battendo nell'ultimo atto la thailandese Lanlana Tararudee con il punteggio di 6-4, 6-2. La settimana seguente, al Livesport Prague Open, raggiunge la prima semifinale WTA della carriera, arrivata nel torneo casalingo, lasciando appena due giochi alla giapponese Aoi Itō nel primo turno, battendo la seconda testa di serie Rebecca Šramková in due parziali dopo averle annullato due set nel primo set e ottenendo la sua prima vittoria su una Top 50, e superando la lucky loser francese Jessika Ponchet vincendo dodici giochi consecutivi dopo aver perso i primi due ad inizio partita, allungando la sua striscia di vittorie ad otto incontri e ben sedici set di fila; nel penultimo atto, viene eliminata dalla connazionale Marie Bouzková in due set, dopo essere stata avanti di un break nel secondo parziale, terminando la sua corsa che le permette di fare il suo debutto nelle prime 100 della classifica.

## Circuito WTA 125

### Singolare

#### Vittorie (2)
| N. | Data           | Torneo                           | Superficie  | Avversaria in finale | Punteggio     |
| 1. | 15 giugno 2025 | Città di Grado Tennis Cup, Grado | Terra rossa | Barbora Palicová     | 6-2, 4-6, 6-1 |
| 2. | 20 luglio 2025 | Porto Open, Porto                | Cemento     | Lanlana Tararudee    | 6-4, 6-2      |

## Statistiche ITF

### Singolare

#### Vittorie (7)
| Torneo $100.000 (0) |
| Torneo $80.000 (0)  |
| Torneo $60.000 (4)  |
| Torneo $40.000 (0)  |
| Torneo $25.000 (1)  |
| Torneo $15.000 (2)  |

| N. | Data             | Torneo                                         | Superficie  | Avversaria in finale | Punteggio     |
| 1. | 18 febbraio 2024 | Magic Hotel Tours by FTT, Monastir             | Cemento     | Ren Yufei            | 6-3, 6-2      |
| 2. | 25 febbraio 2024 | Magic Hotel Tours by FTT, Monastir             | Cemento     | Audrey Albié         | 6-2, 6-1      |
| 3. | 17 marzo 2024    | Říčany Open, Říčany                            | Cemento (i) | Darija Snihur        | 7-6(4), 6-2   |
| 4. | 14 aprile 2024   | Sharm ElSheikh Women's Future, Sharm el-Sheikh | Cemento     | Linda Klimovičová    | 7-5, 6-2      |
| 5. | 30 giugno 2024   | Macha Lake Open, Staré Splavy                  | Terra rossa | Aneta Kučmová        | 6-3, 7-5      |
| 6. | 26 gennaio 2025  | Porto Women's Indoor, Porto                    | Cemento (i) | Nastasja Schunk      | 6-3, 6-4      |
| 7. | 30 marzo 2025    | BTC Murska Sobota Open, Murska Sobota          | Cemento (i) | Mariam Bolkvadze     | 1-6, 6-3, 6-2 |

#### Sconfitte (3)
| Torneo $100.000 (0) |
| Torneo $80.000 (0)  |
| Torneo $60.000 (1)  |
| Torneo $40.000 (1)  |
| Torneo $25.000 (1)  |
| Torneo $15.000 (0)  |

| N. | Data             | Torneo                        | Superficie  | Avversaria in finale | Punteggio        |
| 1. | 25 maggio 2024   | Annenheim Women's, Annenheim  | Terra rossa | Marie Benoît         | 5-7, 6-3, 5-7    |
| 2. | 24 novembre 2024 | Empire Women's Indoor, Trnava | Cemento (i) | Antonia Ružić        | 3-6, 2-6         |
| 3. | 9 marzo 2025     | Empire Women's Indoor, Trnava | Cemento (i) | Valentina Ryser      | 4–6, 6–3, 6(4)-7 |

### Doppio

#### Vittorie (4)
| Torneo $100.000 (0) |
| Torneo $80.000 (0)  |
| Torneo $60.000 (2)  |
| Torneo $40.000 (1)  |
| Torneo $25.000 (0)  |
| Torneo $15.000 (1)  |

| N. | Data             | Torneo                             | Superficie  | Compagna            | Avversarie in finale               | Punteggio        |
| 1. | 22 luglio 2023   | ITS Cup, Olomouc                   | Terra rossa | Magdaléna Smékalová | Jibek Kulambaeva Darja Semeņistaja | 6-2, 6-2         |
| 2. | 18 febbraio 2024 | Magic Hotel Tours by FTT, Monastir | Cemento     | Radka Zelníčková    | Angelica Raggi Ani Vangelova       | 6-4, 6-2         |
| 3. | 16 marzo 2024    | Říčany Open, Říčany                | Cemento (i) | Gabriela Knutson    | Fanny Stollár Lulu Sun             | 6-4, 3-6, [10-4] |
| 4. | 26 aprile 2024   | Lopota Tennis Open, Lopota         | Cemento     | Viktória Hrunčáková | Nagi Hanatani Urszula Radwańska    | 6-2, 6-1         |

#### Sconfitte (1)
| Torneo $100.000 (0) |
| Torneo $80.000 (0)  |
| Torneo $60.000 (1)  |
| Torneo $40.000 (0)  |
| Torneo $25.000 (0)  |
| Torneo $15.000 (0)  |

| N. | Data            | Torneo                      | Superficie  | Compagna         | Avversarie in finale      | Punteggio   |
| 1. | 25 gennaio 2025 | Porto Women's Indoor, Porto | Cemento (i) | Noma Noha Akugue | Eudice Chong Nika Radišić | 6(5)-7, 1-6 |

## Grand Slam Junior

### Singolare

#### Vittorie (1)
| Tornei del Grande Slam  |
| ----------------------- |
| Australian Open (0)     |
| Open di Francia (1)     |
| Torneo di Wimbledon (0) |
| US Open (0)             |

| N. | Data          | Torneo                  | Superficie  | Avversaria in finale | Punteggio   |
| 1. | 8 giugno 2024 | Open di Francia, Parigi | Terra rossa | Laura Samson         | 6-3, 7-6(0) |

#### Sconfitte (1)
| Tornei del Grande Slam  |
| ----------------------- |
| Australian Open (0)     |
| Open di Francia (0)     |
| Torneo di Wimbledon (0) |
| US Open (1)             |

| N. | Data             | Torneo            | Superficie | Avversaria in finale | Punteggio |
| 1. | 9 settembre 2023 | US Open, New York | Cemento    | Katherine Hui        | 4-6, 4-6  |

### Doppio

#### Vittorie (1)
| Tornei del Grande Slam  |
| ----------------------- |
| Australian Open (0)     |
| Open di Francia (1)     |
| Torneo di Wimbledon (0) |
| US Open (0)             |

| N. | Data          | Torneo                  | Superficie  | Compagna          | Avversario in finale          | Punteggio |
| 1. | 8 giugno 2024 | Open di Francia, Parigi | Terra rossa | Renáta Jamrichová | Tyra Caterina Grant Iva Jovic | 6-4, 6-4  |